# Moder Natur

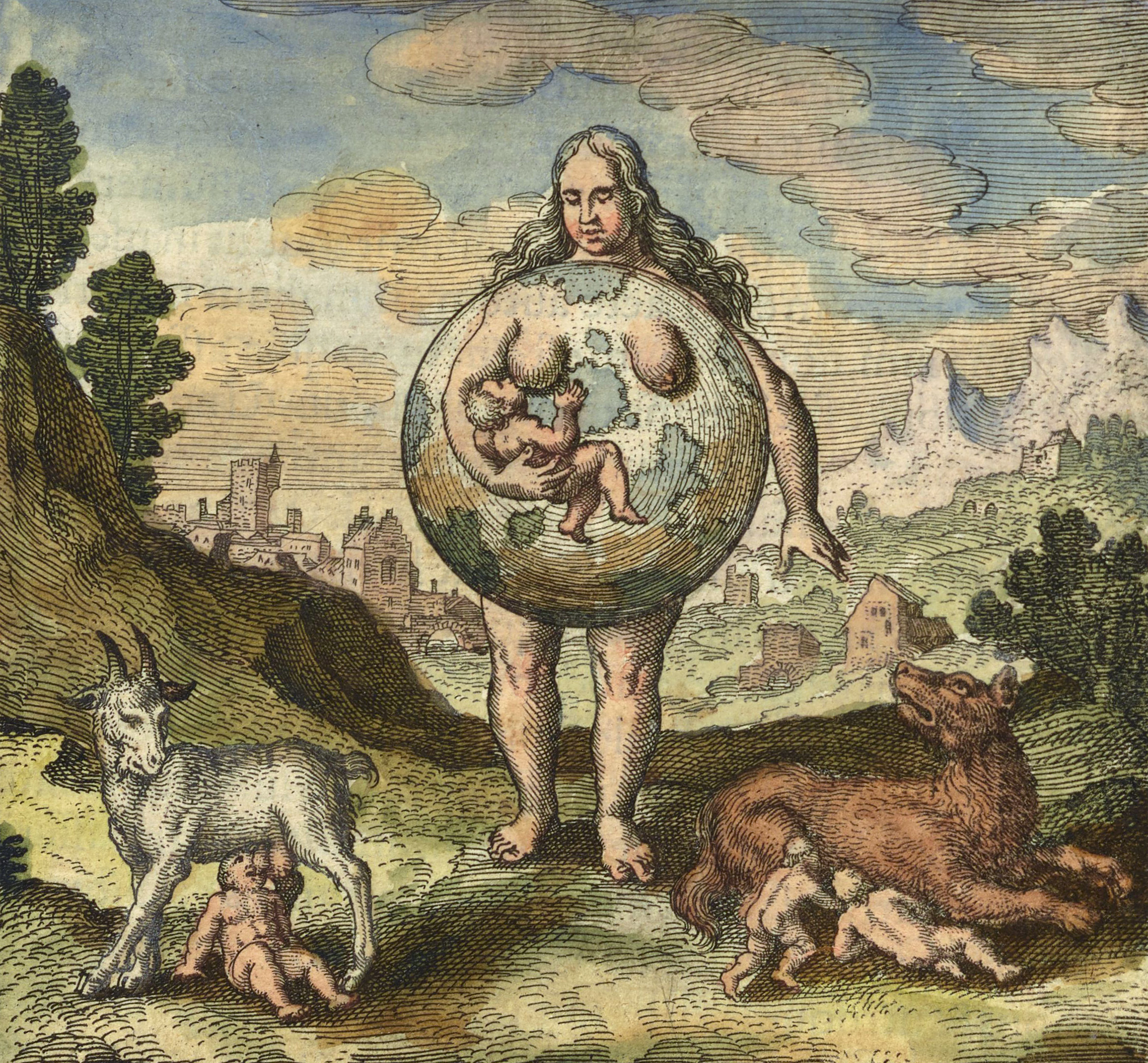
Moder Natur.

Moder Natur eller Moder Jord är en personifikation av naturen och jorden. Hon sågs normalt som en kvinnlig figur och som en mor, då hon representerade naturens cykel av liv och död, födelse, död och återfödelse, och betraktades inom polyteism ofta som en modergudinna som Gaia och Demeter. Hon var motpolen till Fader Himmel.